# Adela de França
Adela de França   (París, 1009 - Mesen, 8 de gener de 1079) va ser una princesa francesa, duquessa consort de Normàndia i comtessa consort de Flandes. Va ser fundadora d'un monestir a Ieper, on va viure després de vídua.
Filla de Robert II de França i de Constança de Provença. Es va casar amb Ricard III, duc de Normandia. Després de la mort del duc, es va casar amb Balduí V, comte de Flandes, el 1028. Va ser fundadora d'un monestir a Mesen, a dues llegües d'Ieper, per a una trentena de monges i una església per a dotze canonges. Després de la mort del seu segon marit, va fer un viatge a Roma i va rebre del papa Alexandre II el vel de vídua i, en tornar, es va retirar a passar la resta de la seva vida al monestir que havia fundat, portant amb ella les relíquies del màrtir Sidró, amb les quals va enriquir la fundació que havia fet. Segons la necrologia del monestir de Mesen, va morir el 1071; el seu nom es troba sota el 8 de gener.